# Cray
A Cray Inc. szuperszámítógépeiről ismert amerikai számítógép-fejlesztő és -gyártó cég.

## Története
A Cray Research számítógépgyártó vállalatot Seymour Cray alapította 1972-ben. A cég szuperszámítógépeiről híres, amelyek története az 1976-os Cray-1 vektorgéppel kezdődött. Mindez Seymour Cray tervezőnek köszönhető, aki jelentős részt vállalt a szuperszámítógépek tervezésében és számos céget, gyárat alapított, majd adott el.
1989-ben a Cray Research leválasztotta egy részét Cray Computer Corp. néven, és Cray-3 termékvonalát elkülönítette a többi termékétől. Ezután a Cray Research 1996 februárjában összeolvadt a Silicon Graphics-szel. Ez utóbbi cég 1999 augusztusában önálló Cray Research üzleti egységet (business unit) hozott létre, hogy előkészítse a leválást, és 2000. február 2-án eladta a Tera Corporationnek. A Tera Corporation ezután felvette a korábbi Cray Inc. nevet (ez észszerű lépés volt, mivel a Teránál dolgozók 90%-a korábban a Cray-nél volt alkalmazásban). 2019-ben a Hewlett-Packard felvásárolta a céget.

## Modelljei

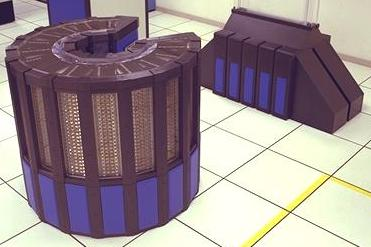
Cray–2 szuperszámítógép

### Cray Research
1972–2000; a SGI része volt, 1996-tól
- Cray-1
- Cray X-MP
- Cray-2

### Cray Computer Corp.
- Cray-3

### Cray Inc.
2000-től napjainkig, míg egy egyesülés folyamán a Tera Computers részévé vált, majd kivált onnan, mint Cray Research
- Cray X1